# بونغو ستراي دوغز: ديد أبل
بونغو ستراي دوغز: ديد أبل (باليابانية: 文豪ストレイドッグス デッドアップル، بالروماجي: Bungō Sutorei Doggusu Deddo Appuru) هو فيلم أنمي من إخراج تاكويا إيغاراشي ومن إنتاج استوديو بونز. مقتبس من سلسلة مانغا بونغو ستراي دوغز من تأليف أساغيري ورسم سانغو هاروكاوا. عرض الفيلم في اليابان في 3 مارس عام 2018.

## القصة
تدور أحداث الفيلم بعد أحداث الموسم الثاني من الأنمي، ويتحدث عن حالات انتحار غامضة لمئات من مستخدمي القوى الخارقة في جميع أنحاء العالم، بعد أن مر ضباب غامض فوق بلدانهم.

## الأداء الصوتي
ريونوسكي أكتاغاوا
أداء صوتي: كينشو أونو
ناكاهارا تشويا
أداء صوتي: كيشو تانياما
أوسامو دازاي
أداء صوتي: مامورو ميانو
أتسوشي ناكاجيما
أداء صوتي: يوتو أويمورا
 فيودور دي
أداء صوتي: أكيرا إيشيدا

## وصلات خارجية
- الموقع الرسمي نسخة محفوظة 1 نوفمبر 2021 على موقع واي باك مشين. باللغة اليابانية
- كلاب الأدب الضالّة: التّفاحة الميّتة على موقع IMDb (الإنجليزية)
- كلاب الأدب الضالّة: التّفاحة الميّتة على موقع فيلمافينيتي (الإسبانية)
- كلاب الأدب الضالّة: التّفاحة الميّتة على موقع قاعدة بيانات الفيلم (الإنجليزية)
- كلاب الأدب الضالّة: التّفاحة الميّتة على موقع ليتربوكسد (الإنجليزية)
- كلاب الأدب الضالّة: التّفاحة الميّتة على موقع كينوبويسك (الروسية)